# Eric Carr
Paul Charles Caravello (Nueva York, 12 de julio de 1950-Nueva York, 24 de noviembre de 1991), de nombre artístico Eric Carr, fue un músico, multiinstrumentista y compositor estadounidense. Conocido por ser el baterista de la banda de hard rock Kiss, después de que Peter Criss abandonase la banda en 1980, hasta su muerte en 1991.

## Primeros años
Nacido como Paul Charles Caravello el 12 de julio de 1950, hijo de Albert y Connie Caravello, Carr era de ascendencia italiana. Creció en la sección de Brownsville de Brooklyn en la ciudad de Nueva York. Como su padre trabajaba la mayor parte del tiempo, Carr no lo veía mucho y "nunca iba a un partido de béisbol o ese tipo de cosas" con su padre. Pasó mucho tiempo solo en su habitación, jugando con soldados y monstruos de juguete.
Caravello asistió a la Escuela Superior de Arte y Diseño. Al principio planeó ser dibujante, luego cambió de opinión rápidamente y decidió estudiar fotografía. Según él, terminó desperdiciando "absolutamente todos los días de la escuela secundaria. No hice ningún trabajo, no hice nada para avanzar en mi carrera, perdí el tiempo y terminé emborrachándome en el cuarto oscuro con mis amigos todo el tiempo, atrapado porque podíamos ver a través del vidrio unidireccional cada vez que venía un maestro. No era como si me estuviera emborrachando todos los días, ya sabes. Media taza de vodka en esos días era suficiente para emborracharte". Sin embargo, se ha descrito a sí mismo como en general "un buen chico, no hice nada para crear problemas".
Caravello fue uno de los dos únicos estudiantes de su escuela secundaria que tenía el pelo largo, principalmente debido a su amor por los Beatles. Él recordó que "Solía hacerme el pelo con Dippity-Do mi cabello hacia abajo, para que se mantuviera plano. Solía tener un corte de pelo de los Beatles, pero mi cabello es rizado, así que no podía lograr que quedara plano como el de los Beatles. Así que Cogía el producto Dippity-Do, me mojaba el pelo con él y tomaba un trozo de la media de nailon de mi madre, hacía un nudo en un extremo y me lo pasaba por la cabeza como un ladrón. Estaba durmiendo así, probablemente durante dos años con eso en mi cabeza todas las noches". 
Caravello se graduó de la escuela secundaria en 1967. Por esa época, comenzaron a ocurrir disturbios en la ciudad de Nueva York, seguidos de la huida de los blancos que comenzaron a hacer que su vecindario fuera más predominantemente afroamericano. Caravello afirmó que eso no le preocupaba, porque "nunca tuve problemas con nadie, tuve amigos negros y nunca crecí pensando en ese tipo de términos".

## Carrera temprana

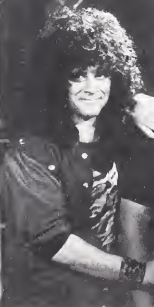
El batería de Kiss, Eric Carr.

Cuando aún estaba en la escuela secundaria, Caravello comenzó a tocar con una serie de bandas que interpretaban en su mayoría versiones de las 40 mejores canciones. Como lo describió más tarde, "El Top 40 en esos días lo era todo: funk, baladas, rock, country y todo. Fue un gran momento para la radio". Su primera banda, The Cellarmen, fue formada en 1965 por él y varios de sus amigos. Comenzaron a tocar en clubes locales en Brooklyn y Queens . Solo un puñado de grabaciones se publicaron en el sello Jody Records, un pequeño estudio de grabación de Brooklyn. Caravello luego se unió a una banda llamada "Things That Go Bump in the Night" y más tarde "Smack", la última de las cuales estaba formada principalmente por miembros de The Cellarmen, que se disolvieron en 1968.
En 1970, Caravello se unió a la banda Salt & Pepper, que comenzó como una banda de covers tocando música de múltiples géneros; la banda se llamó así porque la mitad de los miembros eran negros y la otra mitad eran blancos. En 1973, la banda cambió su nombre a Creation y ahora toca música disco.
La tragedia estalló en 1974 cuando estalló un incendio durante un concierto en la discoteca de Gulliver en Port Chester, Nueva York , matando a decenas de personas, incluido el teclista y cantante principal de la banda. Caravello escapó y se le atribuye haber salvado a otra persona, una de las cantantes de la banda. Se determinó que el incendio había sido iniciado por un ladrón en un edificio adyacente con la esperanza de cubrir sus huellas.
La banda continuó, a veces bajo el nombre de "Bionic Boogie". Tenían un beneficio para reemplazar su equipo arruinado. Carr continuaría con la banda hasta 1979. Disfrutaron de cierto éxito, actuando como teloneros de nombres establecidos como Stevie Wonder y Nina Simone. La banda se disolvió a finales de 1979. Más tarde describió a la banda como "como mi familia básicamente durante nueve años".
En diciembre de 1979, Caravello audicionó con éxito para una banda de covers de rock 'n' roll de cuatro miembros llamada Flasher. Después de tres semanas de ensayos, empezaron a tocar en clubes. En este punto, se había desanimado acerca de su futuro musical después de tantos años tratando de hacerlo sin descanso, y consideró establecerse con una carrera no musical. "...estábamos ganando (pésimo) dinero de verdad, algo como $ 10, $ 7 por noche, lo que fuera. Realmente, realmente terrible. Por el contrario, solía ganar $ 15 por noche cuando estaba como ¡16 años, y aquí tengo casi 30 años, y estoy ganando como $ 7 por noche!. Así que no me estaba yendo mejor, obviamente, estaba yendo al revés, ¿sabes?.
Flasher tocó en el circuito de clubes de la ciudad de Nueva York y Long Island durante varios meses, antes de que su teclista, Paul Turino, renunciara; luego continuaron como un trío de poder , con los tres compartiendo deberes vocales. Tocaron canciones de Joe Jackson, Van Halen, Led Zeppelin y Jimi Hendrix, entre otros". Las reservas disminuyeron y Caravello entregó su renuncia en mayo de 1980. En ese momento, consideró dejar la música, habiendo alcanzado la edad de 30 sin ningún éxito real. Poco después, tuvo la oportunidad de reunirse con Turino en un club de Queens; Turino le contó a Caravello sobre la salida de Peter Criss de Kiss e instó a Caravello a hacer una audición para convertirse en el baterista de Kiss. 

## Kiss

### Audición
Caravello solicitó a Kiss, y presentó una cinta de casete del sencillo actual de Kiss, "Shandi", pero con su voz sobre la música en lugar de la voz de Paul Stanley. "¡Sonaba genial!" se entusiasmó años después. La aplicación se colocó en una carpeta de color naranja brillante para que se destacara visualmente. Jane Grod, miembro del personal de Kiss, le dijo más tarde que había notado el sobre de colores brillantes y, por lo tanto, lo eligió para que fuera uno revisado de la pila. 
Mientras estaba sentado fuera de la sala utilizada para la audición, Caravello observó a los tres miembros de Kiss, Ace Frehley, Gene Simmons y Stanley, caminar para entrar a la sala. Fue una de las pocas personas fuera del círculo de amigos, familiares y socios comerciales de la banda que vio a Kiss sin maquillaje. "Paul, lo supe enseguida", le dijo a un fanzine en 1990. "Los otros de los que no estaba seguro".
Caravello fue el último baterista en hacer una audición para la banda y le pidió a Stanley, Simmons y Frehley que filmaran las canciones de Kiss que iba a tocar con la banda, en caso de que nunca los volviera a ver. "Pero yo sabía que lo tenía", le dijo a un fanzine en 1990. Según Caravello, su audición fue grabada en video. También se sintió cómodo de inmediato, sintiendo que las canciones que tenía que tocar "... fueron muy fáciles". Conocía los arreglos mejor que la banda, al aprender las versiones grabadas de los álbumes de Kiss. "Habían estado de gira y cambiaron pequeñas cosas", dijo. No le impresionó la actuación de Kiss en la audición. "¡Fueron horribles!" enfatizó, "Tuve que recordarles", 'No, yo canto esta armonía, tú cantas esa', cosas así. ¡Fue grandioso! De inmediato estuvimos trabajando juntos. Sé que les impresionó".
Una ventaja significativa para Caravello pudo haber sido su relativo anonimato, ya que era importante para la banda mantener la mística que rodeaba a los miembros. Paul Stanley dijo: "Para nosotros era muy importante tener a alguien que era desconocido... No queríamos a alguien que la semana pasada estuviera en la banda de Rod Stewart o en Rainbow". El comunicado de prensa que anunciaba la inducción de Caravello en Kiss dedujo tres años de su edad real en parte para confundir a quienes buscan información sobre su verdadera identidad, pero también para ayudar a crear una identificación con Caravello, un joven fan elegido entre la multitud para ser el nuevo baterista de Kiss.

### Maquillaje escénico y personalidad

The Fox

Después de que Caravello pasó la audición, el tiempo fue corto, pero la banda tuvo algunos problemas para encontrar un personaje y un nombre artístico para él antes de su concierto debut. "En realidad, nunca le dijimos que estaba en la banda", declaró Paul Stanley en el programa Night Flight de USA Network en 1983, Solo dijimos: "En dos semanas tocaremos".
Gene Simmons alegó que Caravello había considerado originalmente usar el nombre de "Rusty Blade" hasta que Simmons lo disuadió. Se decidió por "Eric Carr" con mucho cuidado. Se dio cuenta de que, si bien los nombres artísticos completos de los cuatro miembros tenían cada uno tres sílabas de longitud, el nombre de Criss era el inverso del patrón de sílabas del nombre de los otros tres miembros de la banda: 'Peter Criss' tenía dos sílabas seguidas de una sola sílaba. Decidió hacer que su nombre artístico sonara rítmicamente igual que el de Peter Criss eligiendo un nombre de dos sílabas y un apellido de una sola sílaba para que cuando la gente dijera los cuatro nombres juntos, todavía encajaría igual en el oído. Carr fue abreviado de su nombre de nacimiento Caravello, y eligió a Eric de una lista de nombres que le había dado su novia en ese momento. Paul Caravello siguió siendo su nombre legal.
Para su personaje de Kiss, Carr inicialmente probó "The Hawk"; este concepto fue aparentemente muy difícil de realizar en pintura con grasa: nunca se creó un diseño de maquillaje adecuado, y el disfraz de "Halcón" era un "amarillo anaranjado brillante". La idea se abandonó después de que Paul Stanley mencionara que se parecía a Big Bird. Con la banda en fecha límite (solo dos semanas antes del debut de Carr en el escenario), Carr ideó el diseño de maquillaje para el personaje de "The Fox"; A Simmons le gustó y así nació el personaje. El diseño original fue modificado a los pocos días de las sesiones de fotos iniciales de Carr y del concierto debut como miembro de KISS. 
Carr fue presentado al público en un episodio del programa juvenil de televisión sindicado Kids Are People Too! filmado a fines de julio de 1980 y transmitido en septiembre de 1980. Su primera actuación pública fue con la banda en el Palladium de la ciudad de Nueva York el 25 de julio de 1980. Sus padres, advirtieron que no le dijeran a nadie que su hijo estaba en Kiss (para mantener la mística de que no uno sabía cómo se veía el nuevo miembro sin maquillaje), asistieron al concierto y fueron reconocidos por un amigo que trabajaba con Carr en un taller de reparaciones, y no tenía idea de que el nuevo miembro de Kiss detrás del kit era su antiguo compañero de trabajo. "'¿Qué estás haciendo aquí?'", Relata el padre de Carr, Albert Caravello, en el DVD Tale of the Fox, "'¿Te gusta Kiss?' Dije: "¡Sí!" Carr también, inmediatamente después de unirse a Kiss, todavía hizo algunos trabajos de reparación de estufas. Para la Navidad de 1980, la organización Kiss le compró a Carr un Porsche, para que su nuevo baterista se paseara con el estilo apropiado de una estrella de rock. El coche se averiaba a menudo y le causaba bastante dolor a Carr. 
Su personalidad se mantuvo constante durante tres años hasta que la banda eliminó su maquillaje escénico en septiembre de 1983, en vivo en MTV. El movimiento drástico se produjo después de la caída de las ventas de álbumes y una gira por Estados Unidos con poca asistencia. Carr pensó que la banda estaba llegando a su fin, pero Kiss poco a poco convirtió el descenso de su carrera en un rebote y la banda prosperó. Carr se ganó una reputación entre los fanáticos por ser muy amigable y accesible. Respondió más correos que otros miembros de la banda y a menudo agregaba mensajes a sus autógrafos. A pesar de ser un reemplazo de un miembro original, su popularidad se disparó entre los fanáticos en función de su personalidad y habilidades de percusión.
El primer álbum de Carr con Kiss fue Music from "The Elder" de 1981, que marcó un cambio para la banda hacia una dirección mística de art-rock. Una de las contribuciones de Carr al álbum, "Under the Rose", es una de las pocas canciones de Kiss escritas en 6/8 y contó con un coro estilo canto gregoriano. Más tarde, también tendría créditos de coautor en "All Hell's Breakin 'Loose", "Under the Gun" y "No, No, No", entre otros. Carr dijo que le resultaba más difícil escribir letras que escribir música.
Además de tocar la batería, Carr también tocaba la guitarra, el bajo y el piano y cantaba coros. De vez en cuando cantaba la voz principal, como en "Black Diamond" y "Young and Wasted" en vivo con Kiss. Su primera voz principal en el estudio fue una regrabación de "Beth" (una canción originalmente cantada por Peter Criss) para el álbum recopilatorio de 1988 Smashes, Thrashes & Hits. Carr grabó su versión de la canción en la misma habitación en la planta de grabación donde se grabó originalmente la canción, usando la misma pista de acompañamiento que Criss.
En 1989, grabó una maqueta con el guitarrista principal de Kiss, Bruce Kulick. Carr escribió la música, tocó el bajo y la batería, mientras que Kulick tocó la guitarra. Como Carr no era un letrista competente, le presentó la demostración a Simmons con la letra del clásico de 1965 de Marvin Gaye "Ain't That Peculiar". Simmons escribió nuevas letras, que Carr grabó para el siguiente lanzamiento de Hot in the Shade. La canción fue lanzada como "Little Caesar". Interpretó la canción varias veces, pero no la interpretó más allá del primer mes de la gira. La última actuación en vivo de Carr con Kiss fue el 9 de noviembre de 1990 en la ciudad de Nueva York, en el Madison Square Garden .
La última grabación de Carr con Kiss fue para la canción "God Gave Rock 'N' Roll to You II", que lo incluía como coros. La última vez que Carr trabajó con Kiss fue en julio de 1991 cuando Kiss filmó el video de "God Gave Rock 'N Roll to You" con Carr tocando la batería. La última aparición pública de Carr con la banda fue en los MTV Video Music Awards en septiembre de 1991.

### Memorias de Paul Stanley
En sus memorias de 2014 Face the Music: A Life Exposed, el líder de Kiss, Paul Stanley, describió a Carr como un alma amable y talentosa, pero con problemas. Carr supuestamente se obsesionó con el hecho de que no iba a ser miembro fundador de Kiss ni el primer baterista de la banda. Después de haber conocido al baterista Eric Singer permaneciendo inseguro a pesar de estar en buena posición con Kiss, Carr hizo la clarividencia de que Singer lo reemplazaría como el nuevo baterista de la banda, lo que finalmente ocurrió en 1992 (después de la muerte de Carr). Durante largos períodos, ni siquiera hablaba con Stanley. En su libro, Stanley también recuerda varios episodios memorables de Carr, incluido uno en el que salió con una fotógrafa que luego tomó fotos de él desnudo en una bañera sosteniendo una copa de champán, alegando que el fotógrafo había prometido no publicarlas (las fotos pronto se publicaron en la revista con la que estaba asociado el fotógrafo).

## Influencias y estilo

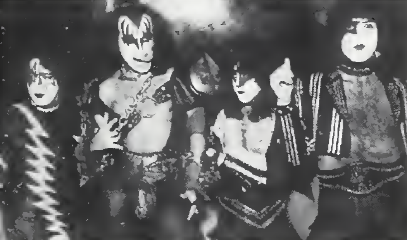
Eric Carr al centro de los integrantes de la banda Kiss

Carr fue un poderoso baterista contundente y uno de los primeros bateristas en adoptar el sonido clásico de la caja de los años 80: un sonido muy reverberado y afinado. En su currículum de 1980 enviado a Kiss, Carr declaró que su estilo de batería variaba desde heavy metal y hard rock hasta pop y new wave, afirmando que "puedo adaptarme a la mayoría de las situaciones fácilmente". Enumeró a los bateristas John Bonham , Keith Moon y Lenny White como influencias.
Además, Carr era un ávido fanático de The Beatles y del baterista de la banda, Ringo Starr. En una entrevista recordó: "Estaba atrapado en todo el asunto de la Beatlemanía. Supongo que me atrajo la batería por la sensación del ritmo y cómo te movía, simplemente sentado en tu asiento. Me encantó la forma en que se movía Ringo". Me identifiqué con él en ese momento". Fotografías de Carr durante sus años de escuela secundaria lo muestran usando su cabello como lo hacía Starr.
El interés de Carr en el contrabajo vino de su admiración por Ginger Baker y John Bonham, una vez que le dijo a la revista 16, "Me encantó la forma en que John Bonham tocaba la batería". Carr también amaba todo tipo de música; El compositor Adam Mitchell describió una vez que Carr sabía mucho sobre folk, R&B y otros estilos no roqueros. En una entrevista de 1983, Carr le dijo al entrevistador de USA Network, Al Bandero, que escuchaba "mucho" de Neil Young y que le gustaban muchos tipos diferentes de música. [15] Simmons ha declarado que el estilo de batería más duro de Carr empujó a Kiss a convertirse en una banda más pesada de lo que había sido cuando Criss, inspirado en el jazz, era el baterista de la banda.

## Enfermedad y muerte
En febrero de 1991, Carr comenzó a sentirse enfermo. Las pruebas médicas inicialmente revelaron lo que parecían ser problemas de salud manejables. Sin embargo, más pruebas determinaron que tenía cáncer de corazón. 
En abril de 1991, Carr se sometió a una serie de cirugías para extirpar tumores en la aurícula derecha y los pulmones en un esfuerzo por restaurar la función cardíaca y prevenir el crecimiento del cáncer. 
Poco después del diagnóstico de Carr, Paul Stanley y Gene Simmons lo reemplazaron con el baterista de sesión Eric Singer para comenzar nuevas grabaciones para el próximo álbum de la banda, Revenge. 
Después de recuperarse de las múltiples cirugías, Carr presionó a Stanley y Simmons para que lo dejaran volver a la banda. 
Stanley y Simmons se negaron; ambos han declarado que repetidamente le dijeron a Carr que se concentrara en sus tratamientos contra el cáncer y que le permitirían regresar a Kiss una vez que recuperara su salud. 
A mediados de 1991, la banda se estaba preparando para grabar el video musical de su próximo sencillo "God Gave Rock and Roll to You". 
A pesar de su mala salud, Carr le pidió a Stanley y Simmons que le permitieran estar en el video. Finalmente estuvieron de acuerdo.  Carr voló a Los Ángeles en julio de 1991. En ese momento, había perdido el cabello debido a los tratamientos de quimioterapia y llevaba una peluca. Después de la filmación del video, voló de regreso a Nueva York para continuar con los tratamientos contra el cáncer; pero su salud se había deteriorado hasta el punto en que no podía tocar la batería para las sesiones de grabación de Revenge. 
El reemplazo de Carr, Eric Singer, grabó las pistas del álbum. La última aparición pública de Carr con Kiss fue en los MTV Video Music Awards en septiembre de 1991. Poco tiempo después, sufrió un aneurisma y fue trasladado de urgencia al hospital. 
Varios días después, sufrió una hemorragia cerebral y nunca recuperó el conocimiento. El 24 de noviembre de 1991, Carr falleció a los 41 años. También ese mismo día falleció, a los 45 años de edad, Freddie Mercury,  cantante de la banda británica Queen, cuya muerte acaparó la atención de los medios, haciendo que la suya, prácticamente, pasara desapercibida. 
Carr también había estado en una relación de casi cuatro años con la futura modelo / actriz Carrie Stevens en el momento de su muerte. 
Debido a la accesibilidad que tenía Carr con sus aficionados, su familia decidió abrir al público su oficio fúnebre, reservando como evento privado su entierro. 
Carr fue sepultado en el cementerio de Cedar Hill en la ciudad de Newburgh, Nueva York. 
Aunque no se dio a conocer en ese momento, la muerte de Carr fue considerada controvertida entre su familia y Kiss. 
Tanto Paul Stanley como Gene Simmons fueron etiquetados como los "chicos malos" por Carr por expulsarlo de la banda y no apoyarlo en su momento de necesidad. 
Los dos no se dieron cuenta de esto hasta que asistieron a su funeral y fueron tratados con hostilidad por la familia y amigos de Carr. 
Stanley escribió en su autobiografía que la acusación de maltratar a Carr era simplemente falsa y que hizo lo que pensó que era correcto para apoyarlo. 
Sin embargo, durante el servicio fúnebre de Carr, Stanley admitió "sollozar incontrolablemente" y luego lamentó la forma en que manejó la situación.

## Legado y reconocimientos

### Rockology y Rockheads
El ex guitarrista de Kiss Bruce Kulick, junto con la familia de Carr, lanzaron el primer y único álbum en solitario de Carr en 1999, titulado Rockology, que incluía muchas demos en las que Kulick y Carr trabajaron juntos (junto con el compositor y amigo Adam Mitchell). El CD incluye varias canciones con Carr en la voz principal y en el bajo, junto con Kulick en la guitarra y Mitchell ayudando a Carr con muchas de las voces de fondo. Este álbum incluye "Somebody's Waiting" y "Tiara", una canción que escribió originalmente para su programa de dibujos animados infantil planificado llamado Rockheads junto a otras canciones como "Too Cool For School", "Can You Feel It" and "Nasty Boys",  este show iba a ser una parodia de una banda de rock con cuatro personajes (Slider, Clive, Scruffy y Punky) con diferentes características y personalidades. [23]Carr es pariente del patinador Perry F. Caravello, protagonista del clásico de la película de culto Windy City Heat.

### Homenajes
Como tributo, el lanzamiento de 1992 del grupo, Revenge, presentó lo que se dice que es el único solo de batería que Carr ha grabado con la banda, titulado "Carr Jam 1981", una jam session grabada para las sesiones de Music From "The Elder" (La parte de guitarra original del ex guitarrista de Kiss Ace Frehley fue doblada por Bruce Kulick). Gran parte de los solos se condimentaron durante la gira Unmasked Tour de Kiss por Europa y Australia en 1980, y se dejaron de lado durante las sesiones de Music From "The Elder" . Carr había intentado durante años conseguir una copia del solo para su colección personal. Después de la muerte de Carr, el solo apareció como "Carr Jam 1981". 
El álbum Revenge estaba dedicado a Carr. También se le rindió homenaje en los videos "Kiss My Ass" y Kissology 2. Sin embargo, la banda declinó un concierto homenaje que fue solicitado por un círculo de fanáticos un año después de su muerte. Simmons declaró: "No queríamos hacer un concierto de homenaje. Estamos dedicando el álbum a su nombre, pero no conciertos a su nombre. No es nuestro estilo".
En 1992 se produjo un tributo adicional llamado Eric Carr: The Memorial Tribute. Se transmitió por primera vez en vivo en 88.1 FM / WCWP, donde Carr había sido entrevistado tres años antes mientras hacía prensa para el álbum Hot in the Shade. Durante aproximadamente tres horas, el tributo contó con una retransmisión de la entrevista, intercalada con información biográfica y detalles de los proyectos extracurriculares de Carr, junto con todas las canciones lanzadas oficialmente que Carr había escrito o coescrito. Aunque se emitió solo una vez, Eric Carr: The Memorial Tribute fue lanzado varios años después (aparentemente en una capacidad no oficial) como una caja de dos cintas, diseñada para parecerse a los álbumes en solitario de Kiss. Presentaba una pintura recién encargada de Carr con su maquillaje de zorro, siguiendo el patrón del original rara vez visto de Eraldo Carugati (el artista que hizo las pinturas para las cuatro portadas originales de los álbumes en solitario de Kiss, más una de Carr que nunca se lanzó oficialmente).
En numerosas giras en solitario desde la muerte de Carr, Frehley tocaba "Breakout" (con letra escrita por Carr y Frehley y luego regrabada como "Carr Jam '81" en el álbum Kiss ' Revenge ) y se la dedicaba a Carr, quien Frehley espera que sea "Mirando el programa allá arriba". Frehley también dedicó su álbum en solitario de 2009 Anomaly a Carr.
Hay un "huevo de Pascua" escondido en la colección de DVD de Kissology II de 2007 (en el disco tres al final de los créditos de producción) que muestra una cinta de video familiar hecha de Carr, en su cama de hospital, hablando a la cámara agradeciendo a sus aficionados por sus tarjetas, cartas y preocupación por su salud. Vestido de blanco, Carr sale de la cama y comienza a alejarse solo para regresar y mirar a la cámara en estilo rock n 'roll. 
El 21 de marzo de 2011, se publicó un libro que exploraba toda la vida y carrera musical de Carr, titulado The Eric Carr Story.
El 13 de agosto de 2011, para conmemorar el vigésimo aniversario de la muerte de Carr, se llevó a cabo un concierto tributo en Atlanta , Georgia llamado Night of the Fox: The Eric Carr Tribute Concert . El acto principal, bajo el nombre de Little Caesar, interpretó un conjunto de canciones de 90 minutos relacionadas con Carr. Compuesto principalmente por canciones de Kiss de la época de Carr en la banda, el programa también incluía una canción de Rockology ("Eyes of Love") más canciones escritas o coescritas por Carr pero grabadas por otros artistas, como "Don't Leave Me Lonely", una canción grabada por Bryan Adams que fue escrita por Carr para su inclusión en el álbum Creatures of the Night, pero fue rechazada. Además, su familia lanzó un álbum tributo con canciones y entrevistas nunca publicadas llamado Unfinished Business . El álbum contó con miembros y exmiembros de Kiss, Twisted Sister, Seether, ZO2, Europa. El álbum fue lanzado el 8 de noviembre de 2011. 
Quince años después del día del debut de Carr's Kiss, fue incluido póstumamente en el Salón de la Fama del Rock Walk en el Guitar Center de Hollywood. Los padres de Carr, Albert y Connie Caravello, aceptaron una placa en honor de Carr. El ex guitarrista de Kiss, Ace Frehley, fue incluido en el "Rock Walk" durante la misma ceremonia. La huella de la mano de Frehley no se agregó a la pantalla de Kiss. El reconocimiento de Carr fue una placa de bronce con su nombre, autógrafo y un ícono separado del maquillaje de Fox que usaba. Ambos se agregaron a la pantalla de Kiss. 
En julio de 2005, Carr fue votado como el décimo mejor baterista de todos los tiempos por Planet Radio Rock. Ningún otro miembro de Kiss recibió la distinción de estar entre los diez primeros en las categorías de vocalista, bajista o guitarrista. Carr fue uno de los dos únicos bateristas estadounidenses en hacer la lista, y todos los demás fueron británicos o canadienses.

## Discografía

### Con Kiss
- 1981: Music from "The Elder"
- 1982: Killers – álbum recopilatorio con cuatro canciones nuevas
- 1982: Creatures of the Night
- 1983: Lick It Up
- 1984: Animalize
- 1985: Asylum
- 1987: Crazy Nights
- 1988: Chikara
- 1988: Smashes, Thrashes & Hits – recopilatorio con 2 canciones nuevas, voz en la regrabación de "Beth".
- 1989: Hot in the Shade
- 1992: Revenge – coros en "God Gave Rock 'N' Roll to You II", batería en "Carr Jam 1981"
- 1996: You Wanted the Best, You Got the Best!! – batería en "New York Groove"
- 2001: The Box Set
- 2002: The Very Best of Kiss
- 2004: The Best of Kiss, Volume 2: The Millennium Collection
- 2005: Gold

#### Videos con Kiss
- 1982: I Love It Loud (from Creatures of the Night album)
- 1983: Lick It Up (del álbum Lick It Up)
- 1984: Heaven's On Fire (del álbum Animalize)
- 1984: Thrills In The Night (del álbum Animalize)
- 1985: Animalize Live Uncensored
- 1985: Tears Are Falling (del álbum Asylum)
- 1986: Who Wants To Be Lonely (del álbum Asylum)
- 1986: Uh! All Night (del álbum Asylum)
- 1987: Exposed
- 1987: Crazy Crazy Nights (del álbum Crazy Nights)
- 1987: Reason To Live (del álbum Crazy Nights)
- 1987: Turn On The Nights (del álbum Crazy Nights)
- 1988: Let's Put The X In Sex (del álbum recopilatorio Smashes, Thrashes And Hits)
- 1988: (You Make Me) Rock Hard (del álbum recopilatorio Smashes, Thrashes And Hits )
- 1989: Hide Your Heart (del álbum Hot in the Shade)
- 1989: Rise To It (del álbum Hot in the Shade)
- 1989: Forever (del álbum Hot in the Shade)
- 1991: God Gave Rock N' Roll Tou You II (del álbum Revenge)
- 1994: Kiss My Ass: The Video
- 2007: Kissology Volume Two: 1978–1991

### Solo
- 1999: Rockology
- 2011: Unfinished Business

### Otros álbumes
- 1979: Lightning (Lightning) – coros y batería
- 1983: Bryan Adams (Cuts Like a Knife) – coautor en "Don't Leave Me Lonely"
- 1984: Wendy O. Williams (WOW) – coautor en "Ain't None of Your Business", batería en on "Legends Never Die"
- 1987: Frehley's Comet (Frehley's Comet) – coautor en "Breakout"
- 1998: Garbo Talks (Garbo Talks) – batería en "Game of Love"[35]
- 2000: Various artists (Prophecy: A Tribute to Eric Carr) – batería en"Your Turn to Cry"
- 2008: Faith Circus (Faith Circus) – coautor en "Can You Feel It"

### Grabaciones inéditas
La familia de Carr anunció en 2006 que lanzarían material escrito y grabado por Carr entre 1980 y 1991, incluidas las siguientes canciones:
- "Elephant Man"
- "Dial L for Love"
- "Midnight Stranger"
- "Tiara" (Demo)
- "The Troubles Inside You"

Aunque la familia de Carr declaró que las grabaciones se lanzarían en 2006, permanecen inéditas a partir de 2021. Algunas de las canciones se lanzaron en el álbum de 2011, Unfinished Business, mientras que otras terminaron en Rockology.